# Салтукогуллары
Салту́когулла́ры — анатолийский бейлик (эмират), а также туркменская династия, правившая им в период между 1071/72 (или 1080) и 1202 годами. Династия также называется Салтукиды.
Бейлик Салтукидов с центром в Эрзуруме был основан эмиром сельджукского султана Алп-Арслана Салтуком после битвы при Манцикерте. По приказу Алп-Арслана Салтук захватил Эрзинджан и получил его как икта. Время существования бейлика пришлось на период борьбы мусульманских эмиров Восточной Анатолии с Грузией. В 1153/54 году правитель бейлика, Салтук II, был пленён грузинами и выкуплен за 100 000 динаров. В 1201 году правительница бейлика Мама-хатун отправила послание Айюбиду Аль-Адилю, прося подобрать ей достойного мужа. Контакты Салтукидов с Айюбидами встревожили сельджукского султана Сулейман-шаха II. Несмотря на то, что в 1202 году Мама-хатун была свергнута её племянником Алаэддином, в том же году бейлик был захвачен Сулейман-шахом II.

## Имя семьи
Имя «Салтук» не упоминается в источниках в этот период. В надписях на сооружениях и на монетах династии имя указано как Салдук. В грузинских и армянских источниках оно встречается в виде «Самук» или «Самух». Исламские хронисты в основном писали Салтук, Шалтук, Сандак, Садук. В нападениях на Византию часто упоминается эмир Сандак. По мнению О. Турана, упомянутый полководец, скорее всего, является эмиром Салтуком: «Несомненно, это имя, которое принимало различные формы в армянских, византийских и арабских источниках, было Салтук».
По словам Ф. Сюмера, «Салтук — это имя, образованное с суффиксом „дук“ от глагола „сал“, что означает „уходить“, Салдук (Салтук) означает „отпускаем“». По мнению тюрколога Н. Баскакова, имя означает «немного хромой, прихрамываютщий, хромающий на одну ногу, некрепкий на ноги» или происходит от корня «салт», имеющего значение «обычай, порядок», а с суффиксом «дук» имеет значение «соблюдающий порядок, обычаи».

## История
Информации об этой династии в источниках мало. Как писал историк Г. Лейзер, «Сведения об этой династии из всех источников довольно скудны и несколько запутаны».

### Салтук I. Основание бейлика
Бейлик основал один из военачальников сельджукского султана Алп-Арслана. Согласно Ибн аль-Адиму, эмир Сандак (Салтук) разгромил 20-тысячный авангард византийской армии под Ахлатом перед битвой при Манцикерте, что сыграло роль в победе над византийцами в битве.
Относительно участия Салтука в битве при Манцикерте существуют различные точки зрения. После неё Алп-Арслан послал Салтука захватить окрестности Эрзурума и назначил его правителем этого региона. Это был первый бейлик в Анатолии, в него входили Эрзурум (столица), Байбурт, Кара-Хисар, Терджан, Испир, Олту, Манцикерт и Карс. Основание бейлика датируется 1071/72 годом. Историк М. Х. Йинанч относил его к 1080 году, заявляя, что завоевание Эрзурума произошло не сразу после битвы при Манцикерте, а было отложено.

### Али (1102/03-1123/24)
После смерти Салтука ему наследовал его сын Али. Ибн аль-Асир сообщал, что в 1102/03 году главой бейлика был Али-бей, вероятно, Салтук скончался до этого. Вначале правители бейлика были вассалами Великих Сельджуков. Али поддержал Мухаммеда Тапара в его борьбе за престол после смерти султана Мелик-шаха. В 1121 году, вероятно, Али принимал участие в Дидгорской битве.
Шеддадид Абу-л-Асвар Шавур II понял, что не может защитить Ани от грузин, и продал город эмиру Али за 60 тысяч динаров. Однако жители города, христиане, заранее послали известие Давиду IV и передали ему город. Так Ани, захваченный султаном Алп-Арсланом в 1064 году, попал в руки христиан в 1123 или 1124 году. Эмир Али успешно сражался против крестоносцев.
Династия известна как Салтукогуллары (Бени Салтук) со времен правления Али (с 1122 года).

### Зияэддин Гази (1123/24-1131/32)
Эмир Али умер, предположительно, в 1123 (1124) году, ему наследовал брат Абуль-Музаффер Зияэддин Гази. До этого момента, вероятно, Гази был эмиром города Двина. Когда аббасидский халиф Аль-Мустаршид Биллах попросил у эмиров помощи против правителя Хиллы Дубайса ибн Садака, Али отправил в Багдад Зияэддина Гази во главе отряда Салтукидов.
Грузинские нашествия, начавшиеся при эмире Али, продолжались и в период Зияэддина. Летом 1124 года грузины напали на Гёле, Испир, Бютакур и сожгли Олту. В 1131 году Иване Абулетисдзе опять напал на земли, которые сельджуки отвоевали у христиан, и Зияэддин Гази победил его (вместе с Курти).
В 1125 или 1126 году Зияэддин заключил брачный союз с Артукидами, выдав дочь замуж за правителя Мардина и Майяфарикина Хусамеддина Тимурташа. Дочь Гази стала матерью Неджмеддина Алпы.
Азими утверждал, что «Гази, правитель Эрзена, умер» в 1131/32 году.

### Салтук II (1131/32-1168)
После смерти Зияэддина Гази правителем стал его племянник и сын Али, Иззеддин Салтук II. Ф. Сюмер полагал, что неизвестно, когда Иззеддин Салтук стал эмиром. Тем не менее большинство исследователей датирует начало правления Салтука 1132 годом. Хотя он правил 36 лет, мы очень мало знаем о нём. Иззеддин Салтук, заключил союз с Ахлатшахами и Дилмачогуллары, пытался укрепить эти союзы. Одну из своих дочерей, Шах-Бану (по Вардану Аревелци — дочь, по Ибн-аль-Асиру — сестра), он выдал замуж за Ахлат-шаха Сукмана II до 1148/49 года.
Вторая дочь Салтука была помолвлена с правителем Ани Шеддадидом Фахреддином, но отец отдал её замуж за сына Тогана Арслана. Получивший отказ эмир Ани подстроил ловушку, отправил в 1153/54 году к Салтуку посла и заявил, что хочет поступить к бею на службу, передав ему город. Одновременно он заключил с царём Деметре сделку, предложив передать город ему. Когда Салтук прибыл к Ани, Деметре напал на воинов Салтука и перебил большинство из них, а остальных взял в плен, в том числе и Салтука. Сукман II и Артукид Неджмеддин Алпы отправили за Салтука выкуп в размере 100 000 динаров. Грузины захватили Ани только в 1161 году. В августе 1161 года Сукман, Салтук, Неджмеддин Алпы, Девлетшах и некоторые другие эмиры осадили Ани, но Салтук предал союзников и отступил. Возможно, его уход был связан с тем, что он в плену поклялся никогда больше не воевать против Деметре и его детей. Мусульмане потерпели поражение, их было много убито, 9000 человек попало в плен. Из-за своего поступка Салтук потерял доверие у соседних беев, поэтому стал склоняться к сельджукам и договорился отдать свою дочь сыну Месуда Кылыч-Арслану. Однако Ягибасан Данишмендид похитил её и выдал замуж за своего племянника Зюннуна (1160), правителя Кайсери.
В 1162/63 году Салтук принял участие в походе против грузин вместе с Сукманом, Девлетшахом и иракским сельджукским султаном Арслан-шахом. Мусульмане одержали победу, царский лагерь и обозы были разграблены. Салтук умер в апреле 1168 года.
У Салтука было четыре дочери, мужьями трёх из них были Сукман II Шах-Армен, сын Тогана Арслана, Зюннун. Четвёртой дочерью была Мама-хатун.

### Насыреддин Мухаммед (1168—1191)
После смерти Салтука ему наследовал его сын Насыреддин Мухаммед. Во время его правления нападения грузин на территории Салтукогуллары продолжились. Царь Давид двинулся на Эрзурум. Насыреддин отправился на войну со своими двумя сыновьями, но потерпел поражение и был вынужден укрыться в городе. На следующий день все жители города встали на защиту Эрзурума. Видя это, Давид отступил, разграбив окрестности (1184/85).
Согласно записи «Грузинской хроники», сын Насыреддина Мухаммеда Музафферуддин влюбился в царицу Тамару и, несмотря на возражения своего отца, отказался от своей религии, чтобы жениться на царице. Покинув Эрзурум вместе со свитой, взяв дары, он отправился в Грузию, где его встретили с пышной церемонией и приняли во дворце. По словам турецких историков (Фарук Сюмер, Зеки Атчекен и Яшар Бедырхан, Ахмед Тевхид), Тамара, «часто менявшая мужей», какое-то время жила с Музафферуддином, но он ей надоел. Она выдала за Музафферуддина девушку из своей семьи и отправила в Эрзурум. Это произошло между 1184 и 1193 годами (согласно О. Турану) или между 1187 и 1189 годами после развода Тамары с Юрием Боголюбским и до брака с Давидом Сосланом (согласно Пикоку). В 1190 году, вероятно, Мухаммед и Бахрам-шах Менгюджекоглу поддержали Юрия Боголюбского, который вторгся в Грузию через Эрзинджан и Эрзурум. По словам Э. Пикока, без их помощи это было невозможно.
Грузинская армия во главе с Давидом Сосланом напала на Эрзурум. Вероятно, Тамара подозревала Салтукидов в поддержке Юрия Русского. Это произошло вскоре после рождения у Тамары и Давида сына, Георгия Лаши (Э. Пикок датирует поход 1193 годом) и во время правления в Эрзуруме Мухаммеда. По описанию грузинской летописи, в бою у стен города принимал участие «сын Салдуха Наср-Эддин с двумя своими сыновьями и бесчисленным множеством пехотных и конных войск».
Дальнейшая судьба Насыреддина неизвестна. Историк Озаюдин предполагал, что он умер до того, как в 1191 году стала править его дочь.

### Мама-хатун (1191—1201)
После Насыруддина Мухаммеда в 1191 году главой Салтукидов стала дочь Салтука II Мама-хатун. Неизвестны обстоятельства восшествия на престол сестры Мухаммеда в то время, когда были живы его взрослые сыновья.
Информации о событиях правления Мамы-хатун очень мало. В 1191 году, когда племянник Саладина Такиюддин Омер осаждал Манцикерт, пытаясь захватить его у Ахлатшаха Бектемира, Мама-хатун, являвшаяся союзником Айюбидов, пришла Омеру на помощь со своим войском. Осада закончилась 19 Рамадана  587 (10 октября 1191 года), после того, как Такиюддин Омер умер.
Вероятно, Мама-хатун вела борьбу за власть со своими племянниками. В  597 (1201) году, оказавшись в трудном положении, Мама-хатун отправила послание Айюбиду Аль-Адилю, сообщая, что хочет вступить в брак с влиятельным человеком, и попросила помочь ей. Однако во время приготовлений к свадьбе Мама-хатун была свергнута с престола и заключена в тюрьму. Её сменил её племянник Алаэддин Мелик-шах. О дальнейшей жизни Мамы-хатун нет информации.

### Алаэддин Мелик-шах. Конец бейлика
Вероятно, контакты Салтукидов с Айюбидами встревожили сельджукского султана Сулейман-шаха II. Когда он в 1202 году отправился в поход в Грузию, то потребовал от беев и эмиров Восточной Анатолии присоединиться к нему. Посетив Бахрам-шаха Менгюджекоглу, правителя Эрзинджана, Сулейман отправился в Эрзурум. Согласно Ибн-Биби, Мелик-шах придумывал оправдания, тянул время, был неискренним и  «действовал неправильно», за что 25 мая 1202 года Сулейман-шах заключил его в тюрьму. Шараф-хан Бидлиси писал, что Мелик-шах «пожелал отложиться и выразил притязание на султанскую власть», за что в 1199-/2000 году был казнён. Ибн аль-Асир, Дженаби и Мюнеджимбаши, не упоминали неправильных действий Мелик-шаха. По их словам, когда Сулейман-шах приблизился к Эрзуруму,  Мелик-шах приветствовал его, как положено.
Семья, основавшая бейлик и правившая им на протяжении более чем 120 лет, осталась проживать в регионе. Известно, что в 1232/33 году сын Мухаммеда Абу Мансур управлял Пасинлером и Асаги Манцикертом. Согласно Шараф-хану, потомки Алаэддина Мелик-шаха до эпохи Селима I управляли Чемишгезеком.
Согласно О. Турану, последним правителем был Насреддин Мухаммед. Он полагал, что Ибн Биби и Мюнеджимбаши, именовавшие последнего правителя «Алаэддин», называли под этим лакабом Мухаммеда. Историк полагал, что Мама-хатун правила до 1193 года, а затем опять правил Мухаммед: «Халил Эдхем, основываясь на Шараф-хане, ошибочно полагал, что Мелик-шах был последним меликом Эрзурума, а не Мухаммед».
Территория бейлика перешла во владение сельджукского султана, и он передал её своему брату Мелику Тогрулу, который владел ею до своей смерти в 1225 году. Затем в Эрзинджане правил сын Тогрула Рукнеддин Джихан-шах (1225—1230).

## Строительство
Салтукогуллары ремонтировали и использовали существующие замки и сооружения и строили новые мечети, гробницы, хаммамы и караван-сараи в Эрзуруме, Хасанкале, Тортуме, Испире, Олту, Авнике, Манцикерте, Зивине, Терджане, Карсе и Байбурте.
- На замке Манцикерта (замок Бецен) в деревне Инкая есть две надписи Салтукогуллары. Одна из них — древнейшая надпись Салтукидов — датируется 1181/82 и сообщает о восстановлении крепости после завоевания. Вторая надпись датируется 1232/33 годом (уже после окончания существования бейлика) и сообщает о восстановительных работах Абу Мансура б. Салтук[53].
- Кале Масджид (крепостная мечеть) в замке Эрзурума в плане прямоугольная, близкая к квадрату. Она перекрыта куполом[53]. Пространство внутри разделено двумя массивными опорами на две части в форме буквы «Г»[54]. Рядом с мечетью расположена башня Тепси Минаре. Надпись на башне сообщает, что она возведена эмиром Абуль-Музаффером Гази б. Абуль-Касым[53].
- Чичек Акчил назвал Улуджами (Большую мечеть) Эрзурума (также известна как мечеть Атабека) «самым важным сооружением периода Салтукогуллары»[53]. Мечеть сильно пострадала и перестраивалась в 1629/30, 1639, 1826/27, 1858—1861, 1957—1958, 1966—1975 годах. От первоначальной постройки остался только михраб. Надпись на деревянной табличке о строительстве была утеряна, сохранились лишь две надписи о ремонтах[55]. Однако текст таблички с надписью о строительстве был сохранён исследователем из Эрзурума Мехмедом Нусретом Эфенди в изданной в 1920 году книге «История Эрзурума» («Tarihçei Erzurum»)[55][56][57][58]. Его данные подтверждаются сообщением Г. Линча[англ.], которому в Улуджами показывали «древний документ, относящийся к этой мечети, в котором говорилось, что она была построена главой правительства и религии Мохаммедом эль-Фатехом в 575 году хиджры или 1179 году нашей эры»[59]. Поэтому считается, что мечеть возведена в 1179 году во время правления Насыруддина Мухаммеда[53]. Мечеть построена из гладкого камня, она в плане прямоугольная, близкая к квадрату. В мечети семь нефов, расположенных перпендикулярно стене михраба. У мечети нет двора и есть минарет в северо-западном углу[53]. В ранних источниках указывалось, что здание имело деревянные опоры и имело плоскую крышу[55]. Видевший мечеть после первых двух ремонтов Эвлия Челеби писал: «Самой древней является соборная мечеть Улу-джами. Это соборная мечеть старой постройки, крытая глиной, с одним минаретом; <…> В длину и в ширину она имеет 200 шагов. Минбар и михраб старинной работы. Внутри на 200 симметрично расположенных сосновых столбах покоятся сосновые же опоры [крыши]. Каменного купола нет»[60].
- В 1191 году в Терджане, носившем название Мамахатун, Мама-хатун построила комплекс, который включал караван-сарай, мечеть, мост, тюрбе и хаммам. Архитектором комплекса был мастер из Ахлата. Тюрбе Мамы-хатун имеет план и архитектурные особенности, делающие его непохожим ни на один другой в Анатолии и других исламских регионах[61]. В наши дни на месте разрушенной мечети комплекса построена новая мечеть[53].
- Кумбет эмира Салтука (Emîr Saltuk Kümbeti) считается принадлежащим Иззеддину Салтуку и был построен в 1189/9 году. Он построен из камней двух цветов, имеет два этажа. В плане кумбет восьмиугольный, на прямоугольном основании со склепом, с цилиндрическим барабаном и коническим куполом. На фасадах расположены арочные двойные ниши. Рельефные фигуры, изображающие двенадцать животных, расположены в закруглениях ниш барабана[53].
- Стилистическое единство со строениями Салтукидов XII века прослеживается в мечети крепости Испира (İspir Kale Mescidi) и кумбете Манцикерта (Micingert Kümbeti). Мечеть крепости Испира расположена в замке на самом высоком месте. В плане она почти квадратная (10,80 × 9,50 м), её перекрытие состоит из трёх секций. Кумбет Манцикерта был построен из двухцветного гладкого камня к северо-востоку от замка. Многоугольный снаружи и цилиндрический внутри, перекрыт коническим куполом[53].

## Представители династии
| Имя                          | Начало правления | Комментарий                            |
| ---------------------------- | ---------------- | -------------------------------------- |
| Абуль-Касым Иззеддин Салтук  | 1071/72          | основатель династии                    |
| Али б. Абуль-Касым           | 1102/03          | Сын Салтука I                          |
| Абуль-Музаффер Зияэддин Гази | 1123/24          | Сын Салтука I                          |
| Иззеддин Салтук II           | 1131/32/34       | Сын Али                                |
| Насыреддин Мухаммед          | 1168             | Сын Салтука II                         |
| Мама-хатун                   | 1191             | Дочь Салтука II                        |
| Алаэддин Мелик-шах           | 1200/01          | Сын Мухаммеда, конец правления 1201/02 |

|  |  |  |  |  |  |  |  |                     |                     |                     |                     |                     |                     |                 |                 |                 |                 |               |               |               |               |            |            | Салтук     |            |            |            |                     |                     |                     |                     |                     |                     |                    |                    |                    |                    |           |           |           |           |           |           |  |  |          |          |          |          |          |          |  |  |                     |                     |                     |                     |                     |                     |  |  |
|  |  |  |  |  |  |  |  |                     |                     |                     |                     |                     |                     |                 |                 |                 |                 |               |               |               |               |            |            |            |            |            |            |                     |                     |                     |                     |                     |                     |                    |                    |                    |                    |           |           |           |           |           |           |  |  |          |          |          |          |          |          |  |  |                     |                     |                     |                     |                     |                     |  |  |
|  |  |  |  |  |  |  |  |                     |                     |                     |                     |                     |                     |                 |                 |                 |                 |               |               |               |               |            |            |            |            |            |            |                     |                     |                     |                     |                     |                     |                    |                    |                    |                    |           |           |           |           |           |           |  |  |          |          |          |          |          |          |  |  |                     |                     |                     |                     |                     |                     |  |  |
|  |  |  |  |  |  |  |  |                     |                     |                     |                     |                     |                     |                 |                 | Зияэддин Гази   | Зияэддин Гази   | Зияэддин Гази | Зияэддин Гази | Зияэддин Гази | Зияэддин Гази |            |            |            |            |            |            |                     |                     |                     |                     | Али б. Абуль-Касым  | Али б. Абуль-Касым  | Али б. Абуль-Касым | Али б. Абуль-Касым | Али б. Абуль-Касым | Али б. Абуль-Касым |           |           |           |           |           |           |  |  |          |          |          |          |          |          |  |  |                     |                     |                     |                     |                     |                     |  |  |
|  |  |  |  |  |  |  |  |                     |                     |                     |                     |                     |                     |                 |                 | Зияэддин Гази   | Зияэддин Гази   | Зияэддин Гази | Зияэддин Гази | Зияэддин Гази | Зияэддин Гази |            |            |            |            |            |            |                     |                     |                     |                     | Али б. Абуль-Касым  | Али б. Абуль-Касым  | Али б. Абуль-Касым | Али б. Абуль-Касым | Али б. Абуль-Касым | Али б. Абуль-Касым |           |           |           |           |           |           |  |  |          |          |          |          |          |          |  |  |                     |                     |                     |                     |                     |                     |  |  |
|  |  |  |  |  |  |  |  | Хусамеддин Тимурташ | Хусамеддин Тимурташ | Хусамеддин Тимурташ | Хусамеддин Тимурташ | Хусамеддин Тимурташ | Хусамеддин Тимурташ |                 |                 | Дочь            | Дочь            | Дочь          | Дочь          | Дочь          | Дочь          |            |            |            |            |            |            |                     |                     |                     |                     | Иззеддин Салтук II  | Иззеддин Салтук II  | Иззеддин Салтук II | Иззеддин Салтук II | Иззеддин Салтук II | Иззеддин Салтук II |           |           |           |           |           |           |  |  |          |          |          |          |          |          |  |  |                     |                     |                     |                     |                     |                     |  |  |
|  |  |  |  |  |  |  |  | Хусамеддин Тимурташ | Хусамеддин Тимурташ | Хусамеддин Тимурташ | Хусамеддин Тимурташ | Хусамеддин Тимурташ | Хусамеддин Тимурташ |                 |                 | Дочь            | Дочь            | Дочь          | Дочь          | Дочь          | Дочь          |            |            |            |            |            |            |                     |                     |                     |                     | Иззеддин Салтук II  | Иззеддин Салтук II  | Иззеддин Салтук II | Иззеддин Салтук II | Иззеддин Салтук II | Иззеддин Салтук II |           |           |           |           |           |           |  |  |          |          |          |          |          |          |  |  |                     |                     |                     |                     |                     |                     |  |  |
|  |  |  |  |  |  |  |  |                     |                     |                     |                     |                     |                     |                 |                 |                 |                 |               |               |               |               |            |            |            |            |            |            |                     |                     |                     |                     |                     |                     |                    |                    |                    |                    |           |           |           |           |           |           |  |  |          |          |          |          |          |          |  |  |                     |                     |                     |                     |                     |                     |  |  |
|  |  |  |  |  |  |  |  |                     |                     |                     |                     |                     |                     |                 |                 |                 |                 |               |               |               |               |            |            |            |            |            |            |                     |                     |                     |                     |                     |                     |                    |                    |                    |                    |           |           |           |           |           |           |  |  |          |          |          |          |          |          |  |  |                     |                     |                     |                     |                     |                     |  |  |
|  |  |  |  |  |  |  |  |                     |                     |                     |                     | Неджмеддин Алпы     | Неджмеддин Алпы     | Неджмеддин Алпы | Неджмеддин Алпы | Неджмеддин Алпы | Неджмеддин Алпы |               |               | Мама-хатун    | Мама-хатун    | Мама-хатун | Мама-хатун | Мама-хатун | Мама-хатун |            |            | Насыруддин Мухаммед | Насыруддин Мухаммед | Насыруддин Мухаммед | Насыруддин Мухаммед | Насыруддин Мухаммед | Насыруддин Мухаммед |                    |                    |                    |                    | Бедреддин | Бедреддин | Бедреддин | Бедреддин | Бедреддин | Бедреддин |  |  | Шах-Бану | Шах-Бану | Шах-Бану | Шах-Бану | Шах-Бану | Шах-Бану |  |  | Сукман II Шах-Армен | Сукман II Шах-Армен | Сукман II Шах-Армен | Сукман II Шах-Армен | Сукман II Шах-Армен | Сукман II Шах-Армен |  |  |
|  |  |  |  |  |  |  |  |                     |                     |                     |                     | Неджмеддин Алпы     | Неджмеддин Алпы     | Неджмеддин Алпы | Неджмеддин Алпы | Неджмеддин Алпы | Неджмеддин Алпы |               |               | Мама-хатун    | Мама-хатун    | Мама-хатун | Мама-хатун | Мама-хатун | Мама-хатун |            |            | Насыруддин Мухаммед | Насыруддин Мухаммед | Насыруддин Мухаммед | Насыруддин Мухаммед | Насыруддин Мухаммед | Насыруддин Мухаммед |                    |                    |                    |                    | Бедреддин | Бедреддин | Бедреддин | Бедреддин | Бедреддин | Бедреддин |  |  | Шах-Бану | Шах-Бану | Шах-Бану | Шах-Бану | Шах-Бану | Шах-Бану |  |  | Сукман II Шах-Армен | Сукман II Шах-Армен | Сукман II Шах-Армен | Сукман II Шах-Армен | Сукман II Шах-Армен | Сукман II Шах-Армен |  |  |
|  |  |  |  |  |  |  |  |                     |                     |                     |                     |                     |                     |                 |                 |                 |                 |               |               |               |               |            |            |            |            |            |            |                     |                     |                     |                     |                     |                     |                    |                    |                    |                    |           |           |           |           |           |           |  |  |          |          |          |          |          |          |  |  |                     |                     |                     |                     |                     |                     |  |  |
|  |  |  |  |  |  |  |  |                     |                     |                     |                     |                     |                     |                 |                 |                 |                 |               |               |               |               |            |            |            |            |            |            |                     |                     |                     |                     |                     |                     |                    |                    |                    |                    |           |           |           |           |           |           |  |  |          |          |          |          |          |          |  |  |                     |                     |                     |                     |                     |                     |  |  |
|  |  |  |  |  |  |  |  |                     |                     |                     |                     |                     |                     |                 |                 |                 |                 |               |               |               |               |            |            | Абу Мансур | Абу Мансур | Абу Мансур | Абу Мансур | Абу Мансур          | Абу Мансур          |                     |                     | Алаэддин Мелик-шах  | Алаэддин Мелик-шах  | Алаэддин Мелик-шах | Алаэддин Мелик-шах | Алаэддин Мелик-шах | Алаэддин Мелик-шах |           |           |           |           |           |           |  |  | Дочь     | Дочь     | Дочь     | Дочь     | Дочь     | Дочь     |  |  | сын Тогана Арслана  | сын Тогана Арслана  | сын Тогана Арслана  | сын Тогана Арслана  | сын Тогана Арслана  | сын Тогана Арслана  |  |  |
|  |  |  |  |  |  |  |  |                     |                     |                     |                     |                     |                     |                 |                 |                 |                 |               |               |               |               |            |            | Абу Мансур | Абу Мансур | Абу Мансур | Абу Мансур | Абу Мансур          | Абу Мансур          |                     |                     | Алаэддин Мелик-шах  | Алаэддин Мелик-шах  | Алаэддин Мелик-шах | Алаэддин Мелик-шах | Алаэддин Мелик-шах | Алаэддин Мелик-шах |           |           |           |           |           |           |  |  | Дочь     | Дочь     | Дочь     | Дочь     | Дочь     | Дочь     |  |  | сын Тогана Арслана  | сын Тогана Арслана  | сын Тогана Арслана  | сын Тогана Арслана  | сын Тогана Арслана  | сын Тогана Арслана  |  |  |
|  |  |  |  |  |  |  |  |                     |                     |                     |                     |                     |                     |                 |                 |                 |                 |               |               |               |               |            |            |            |            |            |            |                     |                     |                     |                     |                     |                     |                    |                    |                    |                    |           |           |           |           |           |           |  |  |          |          |          |          |          |          |  |  |                     |                     |                     |                     |                     |                     |  |  |
|  |  |  |  |  |  |  |  |                     |                     |                     |                     |                     |                     |                 |                 |                 |                 |               |               |               |               |            |            |            |            |            |            |                     |                     |                     |                     |                     |                     |                    |                    |                    |                    |           |           |           |           |           |           |  |  | Дочь     | Дочь     | Дочь     | Дочь     | Дочь     | Дочь     |  |  | Зюннун              | Зюннун              | Зюннун              | Зюннун              | Зюннун              | Зюннун              |  |  |
|  |  |  |  |  |  |  |  |                     |                     |                     |                     |                     |                     |                 |                 |                 |                 |               |               |               |               |            |            |            |            |            |            |                     |                     |                     |                     |                     |                     |                    |                    |                    |                    |           |           |           |           |           |           |  |  | Дочь     | Дочь     | Дочь     | Дочь     | Дочь     | Дочь     |  |  | Зюннун              | Зюннун              | Зюннун              | Зюннун              | Зюннун              | Зюннун              |  |  |